# شوگو تسوجی
شوگو تسوجی (انگلیسی: Shugo Tsuji؛ زادهٔ ۲۱ ژوئیهٔ ۱۹۹۷) بازیکن فوتبال است.
از باشگاه‌هایی که در آن بازی کرده‌است می‌توان به باشگاه فوتبال ساگان توسو اشاره کرد.